# Marek Grechuta
Marek Michał Grechuta (10. prosince 1945 Zamość, Polsko – 9. října 2006 Krakov) byl polský zpěvák, hudební skladatel a textař.

## Život
Marek Grechuta se už od dětství učil hrát na klavír. Po gymnáziu zahájil v Krakově studium architektury na Krakovské polytechnice. Tam se seznámil s Janem Kantym Pawluśkiewiczem, se kterým založil Kabaret Architektów Anawa (z francouzštiny en avant - vpřed), který se záhy přeměnil ve skupinu, doprovázející ho při vystoupeních. Marek Grechuta debutoval v roce 1967 na krakovském Festivalu studentské písničky, kde získal druhé místo. V následujících letech získal cenu na festivalu v Opoli, ocenění novinářů a televize.

V roce 1971 Grechuta opustil Anawu a založil skupinu WIEM (polsky vím, což je zkratka ze slov W innej epoce muzycznej, česky V jiné hudební epoše). 

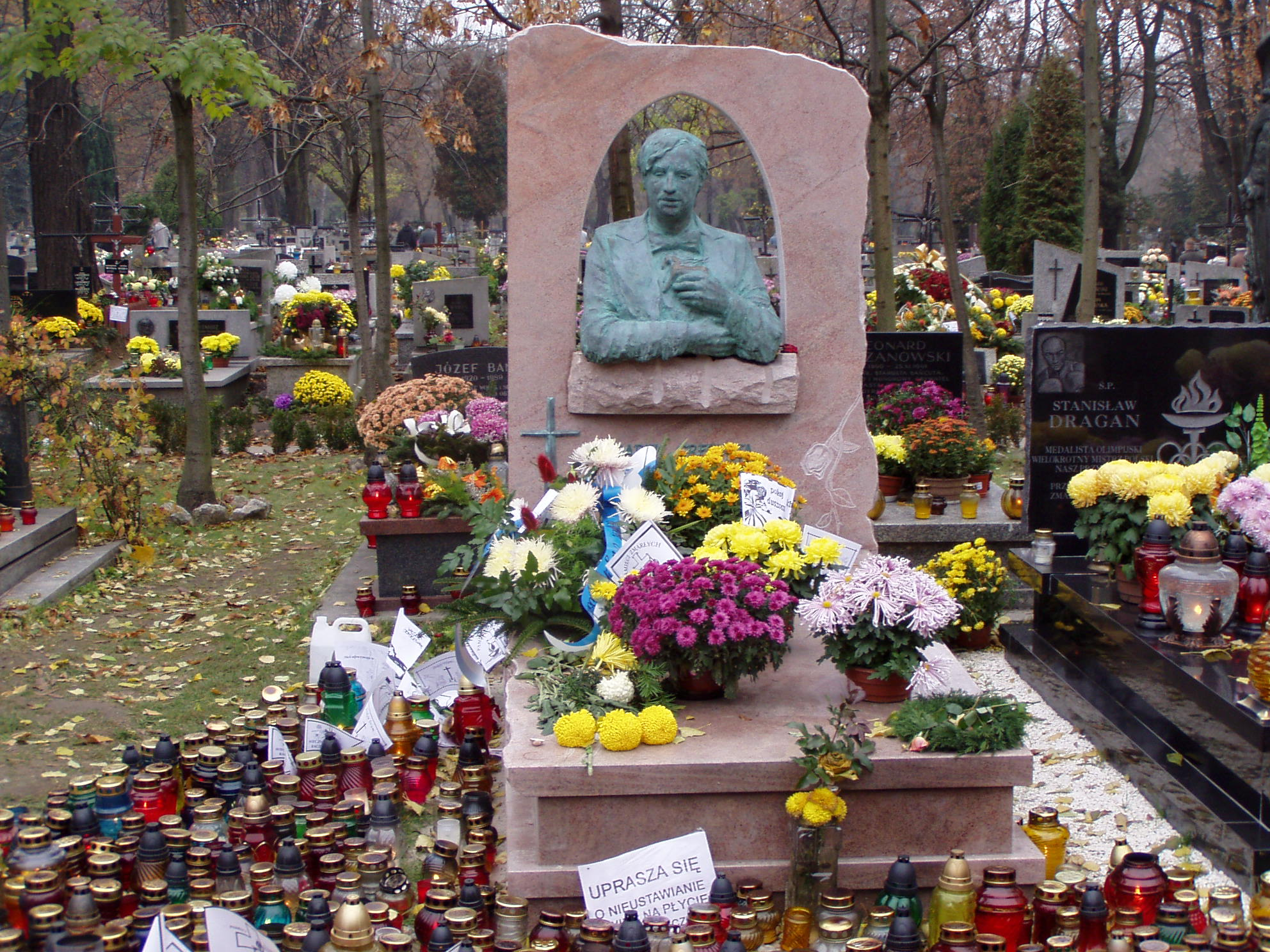
Hrob Marka Grechuty v Aleji zasloužilých Rakowického hřbitova v Krakově

O pět let později opět začal spolupracovat s Pawluśkiewiczem a začíná psát hudbu na polského meziválečného básníka Witkacyho (vlastním jménem Stanisław Ignacy Witkiewicz). V roce 1977 získala jeho písnička Hop - szklankę piwa (Hop – sklenici piva) Grand Prix na festivalu v Opoli. V roce 1976 Marek Grechuta začal spolupracovat se známým krakovským divadélkem Piwnica pod Baranami (Sklep u beranů), která trvala asi 10 let.
Od roku 1970 byl ženatý, s manželkou Danutou měli syna Łukasze (ztratil se v roce 1999 a našel až po 8 měsících).
Zemřel náhle 9. října 2006 na selhání srdce. Pochován je v čestné Aleji zasloužilých Rakowického hřbitova v Krakově.

## Hudba
Hudbu Marka Grechuty lze s ohledem pro svá tvůrčí specifika jen obtížně definovat. Nejčastěji je označována jako jemná forma progresivního rocku se silnými vlivy jazzrocku (zejména v raném období tvorby), písničkářství nebo zpívaná poezie.

### V češtině
Některé Grechutovy písničky byly i přeloženy do češtiny. Ladislav Kantor věrně přeložil písničku Korowód, kterou pak pod titulem Chorovod (taneční průvod) zpíval se skupinou C&K Vocal, jíž byl členem.
Písničkář Vladimír Merta zpíval píseň Uchránit od zapomnění, k níž hudbu napsal Marek Grechuta na text Konstanty Ildefonse Gałczyńského.

Na konci 60. let měl několik velmi úspěšných koncertů v Praze a prodávaly se tu i jeho desky.

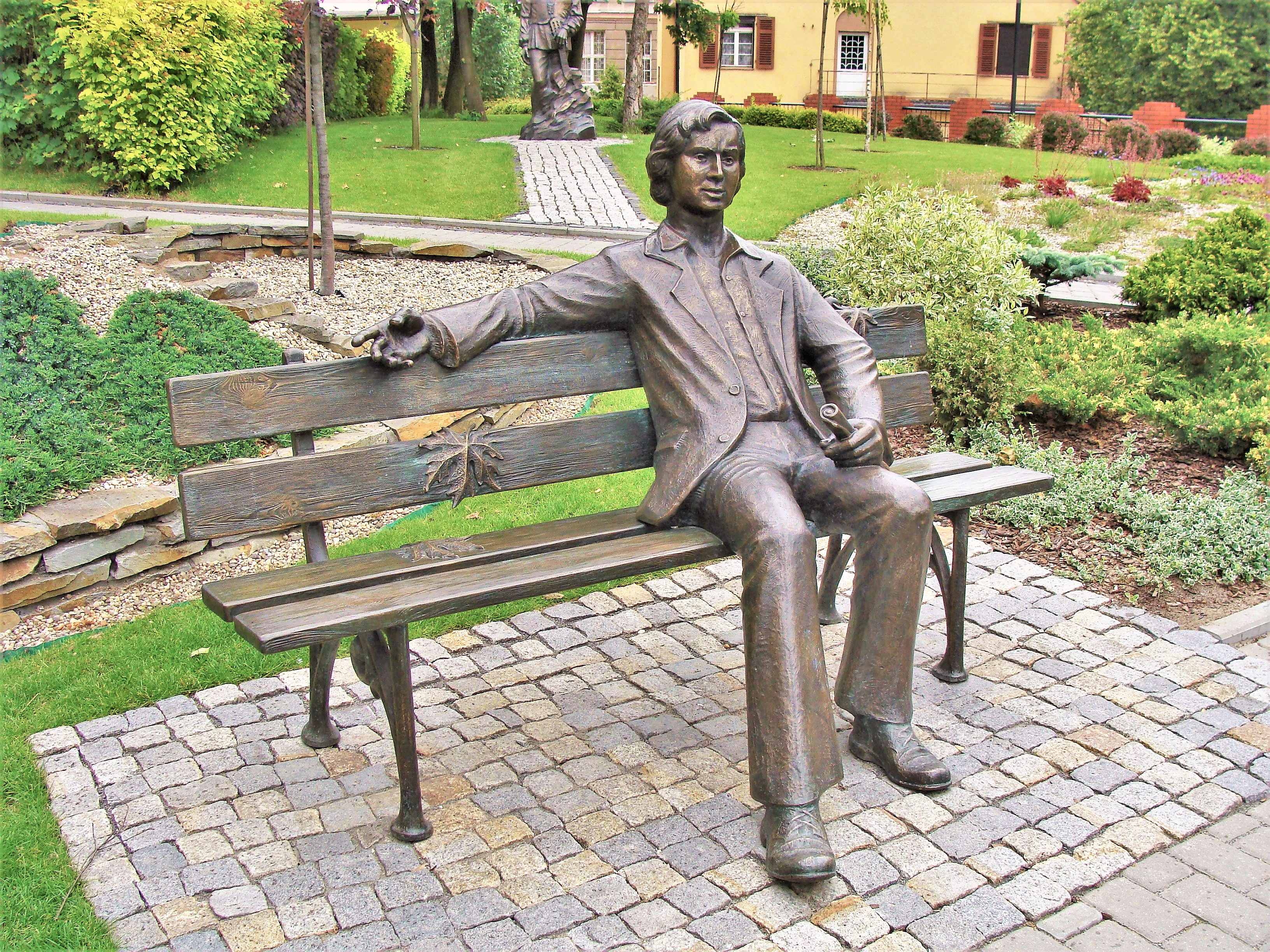
Na Univerzitním vrchu w Opoli

## Diskografie
- Marek Grechuta & Anawa (1970)
- Korowód (1971) – Chorovod (taneční průvod), album je považováno za jedno z klíčových v historii polské hudby
- Droga za widnokres (1972) – Cesta za obzor vidění (překlad titulu je přibližný, protože slovo widnokres je složeno z polských slov kres, které znamená konec či hranici, a widnokrąg horizont)
- Magia obłoków (1974) – Magie oblaků
- Szalona lokomotywa (1977) – Šílená lokomotiva
- Pieśni Marka Grechuty do słów Tadeusza Nowaka (1979) – Písně Marka Grechuty na slova Tadeusze Nowaka
- Śpiewające obrazy (1981) – Zpívající obrazy
- W malinowym chruśniaku (1984) – V malinovém houští
- Wiosna ach to ty (1987) – Jaro, ach to jsi ty
- Krajobraz pełen nadziei (1989) – Krajina plná naděje
- Piosenki dla dzieci i rodziców (1991) - Písničky pro děti i rodiče
- Dziesięć ważnych słów (1994) - Deset důležitých slov
- Serce (1997) - Srdce
- Niezwykłe miejsca (2003) – Neobvyklá místa